# Heinrich Hellhoff
Heinrich Hellhoff (* 30. April 1868 in Pritzwalk, Ostprignitz; † 28. August 1914 gefallen in Lüttich, Belgien) war ein deutscher Maler.

## Leben
Hellhoff studierte an der Berliner Akademie der Künste unter Woldemar Friedrich und Carl Saltzmann. Ab 1895 stellte er regelmäßig auf der Großen Berliner Kunstausstellung aus sowie in den Jahren 1898, 1899 und 1907 bis 1909 im Münchner Glaspalast. Er porträtierte vorwiegend Aristokraten, Künstler und höhere Offiziere. Stilistisch kann seine Malerei in den Realismus eingeordnet werden.

## Werke (Auswahl)
- Porträt des Geographen Ferdinand von Richthofen
- Porträt des Kapitäns zur See Georg Wuthmann
- Porträt der Luise Schuchard, geb. Erbslöh
- Porträt des Herrn von der Busche-Haddenhausen
- Porträt des Generals Bertram
- Dreiviertelporträt des Geheimrats Jüngel
- Dreiviertelporträt des Herrn von Schlieffen
- Porträt des kaiserlichen Kammerherrn von Winterfeldt
- Porträt des Generalfeldmarschalls August von Mackensen
- Porträt des Malers Otto Antoine
- Porträt des Malers Joseph Rummelspacher
- Porträt des Malers Carl Saltzmann
- Porträt des Malers Otto Seeck
- Porträt des Kupferstechers Hans Meyer
- Porträt des Großherzogs von Mecklenburg Friedrich Franz IV., 1913
- Porträts des Herzogs  Carl Eduard von Sachsen-Coburg und Gotha und dessen Gemahlin Viktoria Adelheid für Schloss Friedenstein in Gotha
- Porträt des Kaisers Wilhelm II. für das Oberlandesgericht in Colmar (Elsass)
- Porträt des Reichstagspräsidenten Hans Graf von Schwerin-Löwitz für das Berliner Reichstagsgebäude

## Porträts

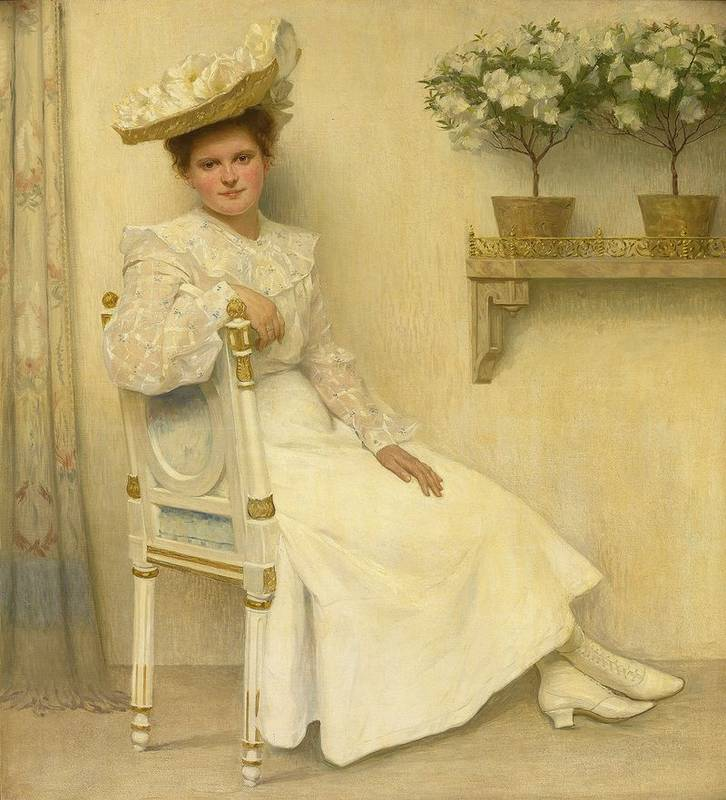
Charlotte Testrup, 1906, die Tochter des Künstlers
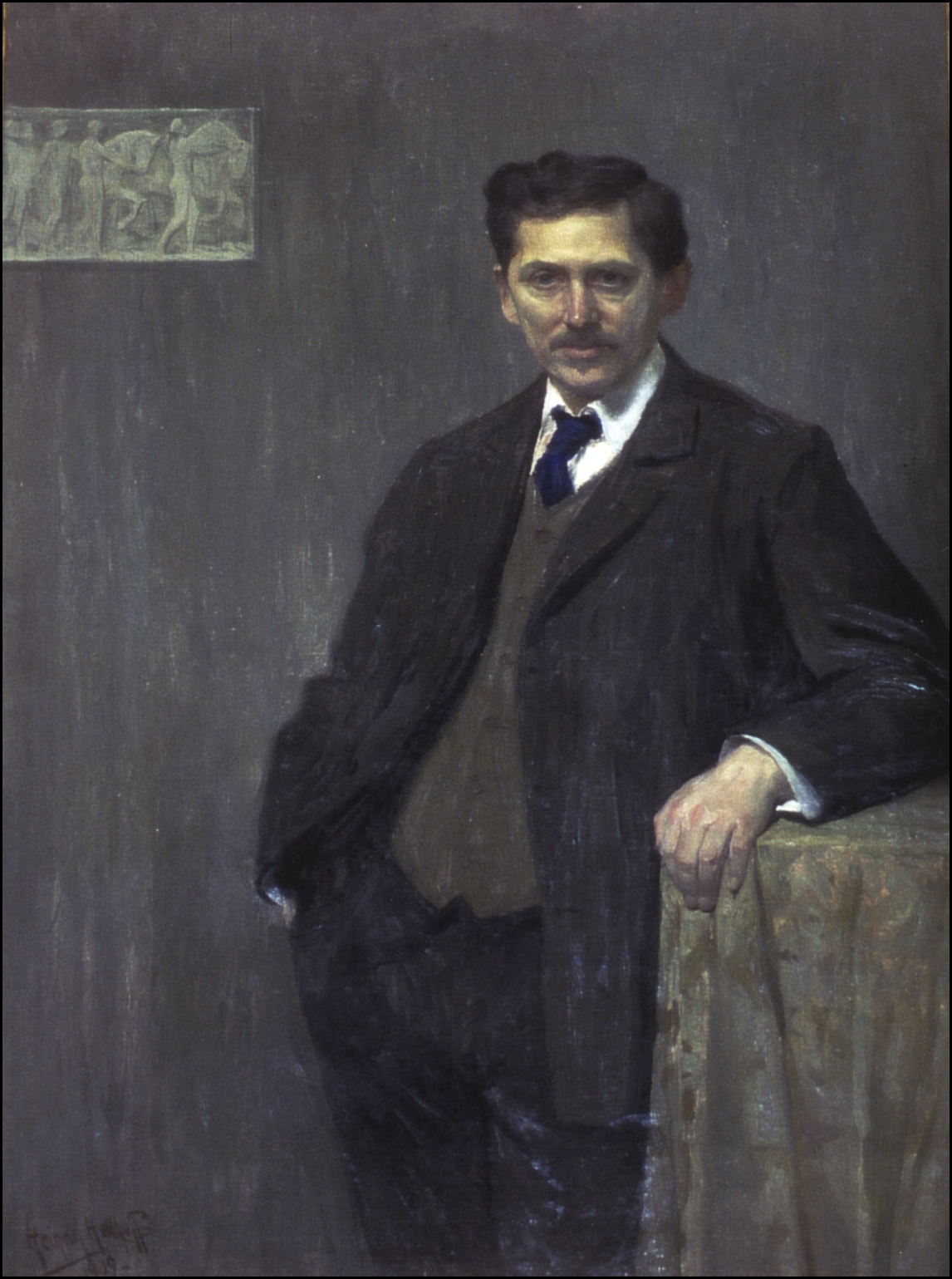
Porträt des Bildhauers Wilhelm Wandschneider, 1909
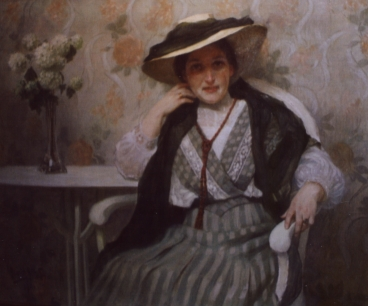
Porträt Anna Wandschneider, 1911
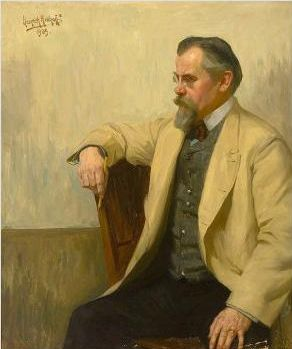
Porträt des Architekten Alfred Julian Balcke, 1909
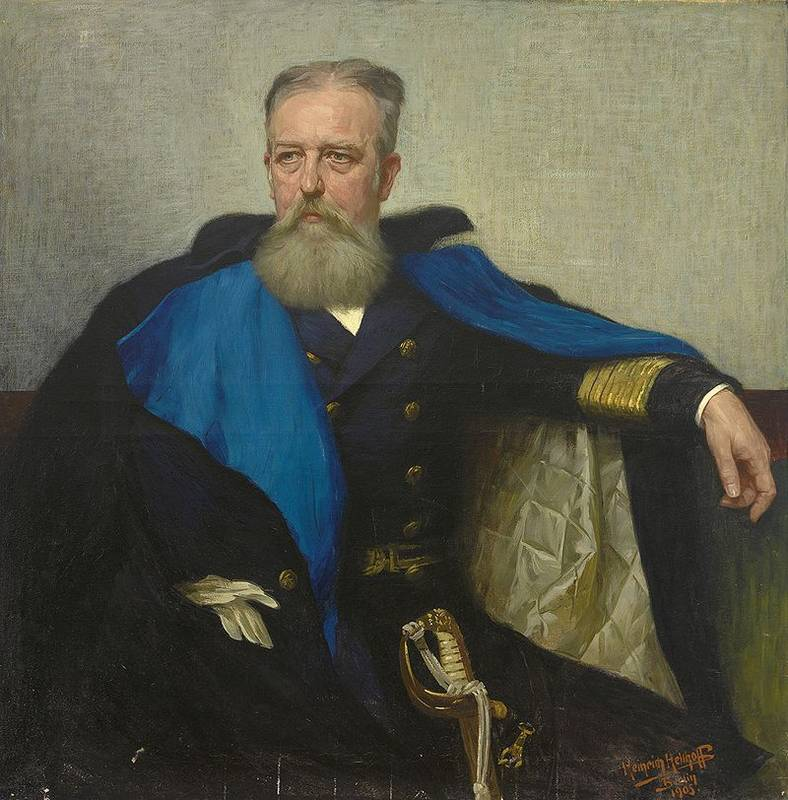
Porträt des Admirals Richard von Geißler, 1903
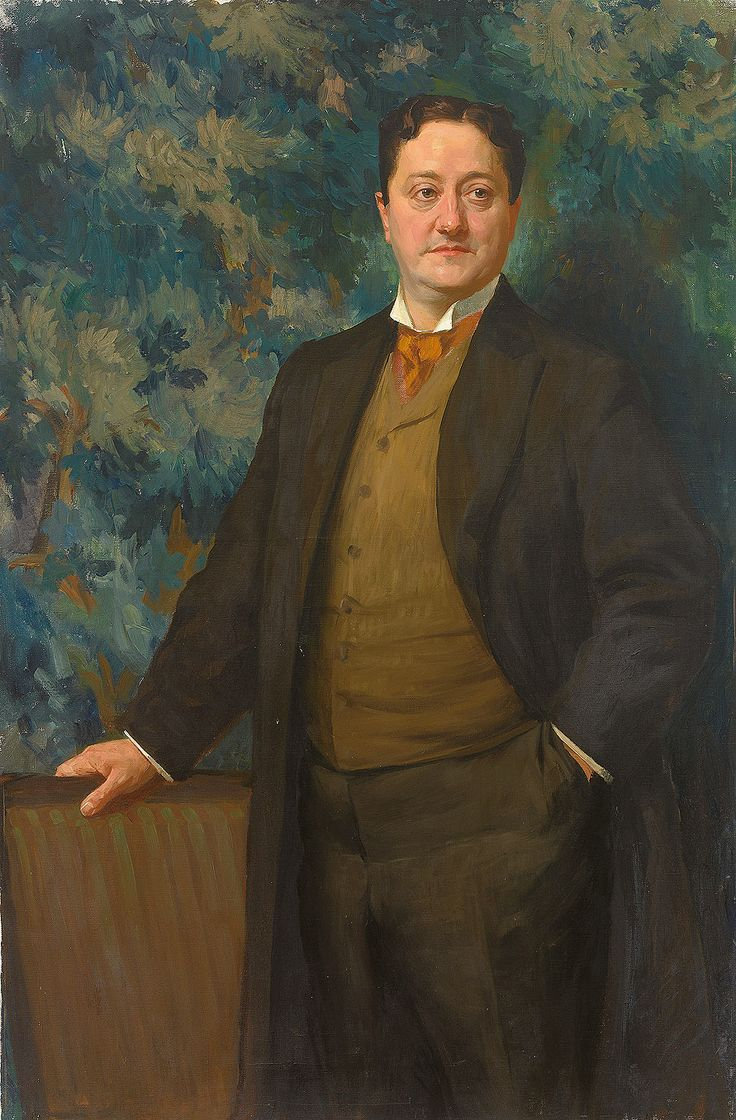
Kammersänger Paul Knüpfer
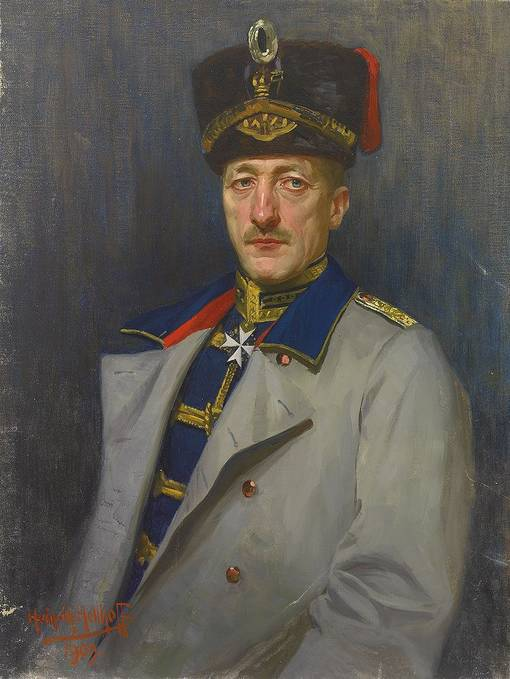
Porträt des Generals Paul Freiherr von Schoenaich, 1909
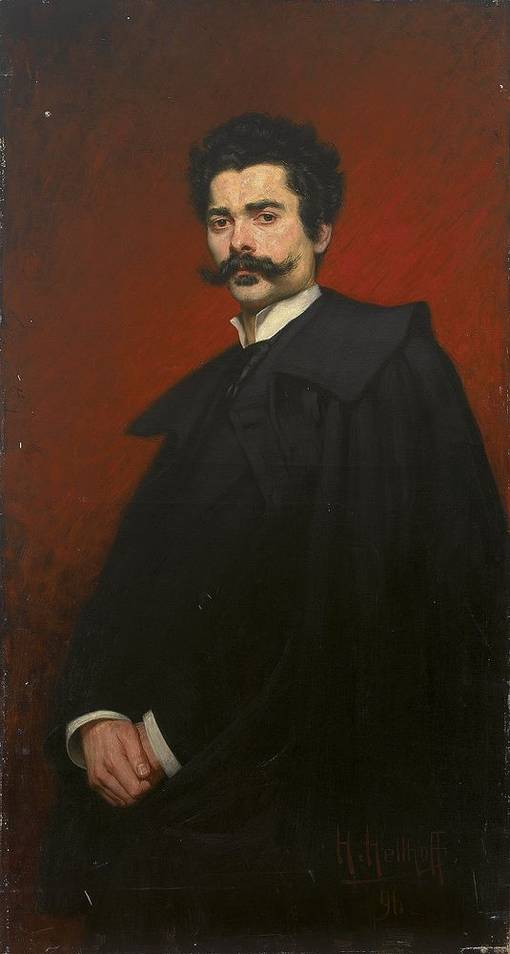
Porträt des Architekten Adler, 1896

## Rezeption
Ein Redakteur der Vossischen Zeitung betrachtete die Große Berliner Kunstausstellung. In der Morgen-Ausgabe vom 1. März 1910 erschien auf S. 17 bis 18 seine Kritik (Auszug):

„Die uneingeschränkteste Befriedigung gewähren die vierzehn Männerbildnisse von Hellhoff. Es sind in jeder Hinsicht ganz vortreffliche Leistungen der Porträtkunst, hinsichtlich der Auffassung der Persönlichkeiten, der sprechenden Lebendigkeit, in der sie vor uns hingestellt sind, der soliden Zeichnung und malerischen Behandlung, des individuellen Gesichts jedes einzelnen, der leuchtenden Farbenwirkung und des plastischen Heraustretens aus der Bildfläche. Bildnisse von meist höheren Offizieren bilden die Mehrheit. Unter den Porträts von Nichtmilitärs zeigen die, deren Originale mir bekannt sind, das des Malers Rummelspacher, das (in ganzer lebensgroßer Gestalt gemalt) des Abgeordneten Grafen Schwerin und das des Hofopernsängers Knüpfer die lebendigste Ähnlichkeit, – seine Eigenschaft, die sicher auch den andern Bildnissen nicht mangeln wird.“